# Златно брдо
Златно брдо (лат. Mons Aureus) је назив за косу која се пружа на десној обали Дунава, готово паралелно са обалом, узводно од града Смедерева. Прво је у низу узвишења које од равница: Панонске низије са севера и Поморавља на западу, рељеф претварају у таласасту Шумадију.
Источна падина која се спушта готово у центар града се назива Карађорђево брдо, и на тој падини се налази старо градско гробље и најстарија црква у овом крају, из 15. века.
Северна падина, ка Дунаву и Банату, назива се Плавинац, има изузетан поглед, па је ту изграђен летњиковац династије Обреновић, где је посебно волео да борави краљ Србије Александар Обреновић.
Друга, јужна падина се спушта ка Петријевском потоку. Преко целог дана је осунчано и има доста винограда. Грожђе Смедеревка са тог потеса има изразито златну жуто зеленкасту боју па је по томе и брдо добило име. Дуго се сматрало да је на тој локацији било и старо римско насеље Монс Ауреус, око кога је император Проб засадио прву винову лозу у овом крају и да је овај топоним по њему добио име. Новија археолошка истраживања су остатке тог насеља лоцирали пар стотина метара узводно, у рејону села Сеоне.
Једна месна заједница у Смедереву је названа овим именом (просторно заузима територију југозападне падине), а својевремено је Смедеревска виноградарска задруга, у годинама пре Другог светског рата под именом Златни брег флаширала вино произведено од грожђа Смедеревке.